# Tyranny (For You)
Tyranny (For You), stiliserat Tyranny ▶For You◀, är den belgiska EBM-gruppen Front 242 femte studioalbum, utgivet den 24 januari 1991. Albumet utgavs som LP, kassett och CD.

## Låtförteckning
| Nr           | Titel                                     | Längd                     |
| ------------ | ----------------------------------------- | ------------------------- |
| 1.           | Sacrifice                                 | 4:31                      |
| 2.           | Rhythm of Time                            | 4:06                      |
| 3.           | Moldavia                                  | 4:25                      |
| 4.           | Trigger 2 (Anatomy of a Shot)             | 5:50                      |
| 5.           | Gripped by Fear                           | 4:36                      |
| 6.           | Tragedy ▶For You◀                         | 4:30                      |
| 7.           | The Untold                                | 4:33                      |
| 8.           | Neurobashing                              | 5:49                      |
| 9.           | Leitmotiv 136                             | 3:12                      |
| 10.          | Soul Manager no audio Hard Rock Trigger 1 | 13:03 5:07 2:00 2:40 3:16 |
| Total längd: | Total längd:                              | 54:35                     |

## Dolda spår
- "Hard Rock"
- "Trigger 1"

## Musiker
- Daniel Bressanutti
- Patrick Codenys
- Jean-Luc De Meyer
- Richard Jonckheere